# Jawigia angulata
Jawigia angulata är en insektsart som beskrevs av Spångberg 1878. Jawigia angulata ingår i släktet Jawigia och familjen dvärgstritar. Inga underarter finns listade i Catalogue of Life.